# 金茨堡
金茨堡（德語：Günzburg，發音：[ˈɡʏntsbʊʁk] ⓘ）是德国巴伐利亚州施瓦本行政区金茨堡县的城市，也是金茨堡县的县治，面积55.4平方千米，2023年12月31日人口为21,865人。

## 友好城市
- 法國 拉尼永
- 捷克 施滕貝克
- 德国 萨克森州诺伊施塔特